# Indigirka
De Indigirka (Russisch: Индиги́рка) is een 1726 kilometer lange rivier in Jakoetië (Rusland) met een stroombekken van 360.000 km². De rivier mondt uit in de Oost-Siberische Zee.
Zijrivieren van de Indigirka zijn de Kuidusun, Kiuente, Elgi, Nera, Moma, Badiarikha, Selenijakh en Ujandina.
De belangrijkste havens aan de rivier zijn Khonuu, Druzhina, Chokurdakh en Tabor.
De Indigirka bevriest in oktober en blijft onder het ijs tot mei-juni. In de rivier zwemmen verschillende soorten vissen. Er wordt onderzoek gedaan naar goud in het bekken van de rivier.
- Gemeinsame Normdatei: 4453750-5